# یواس‌اس هربرت سی جونز (دی‌ای-۱۳۷)
یواس‌اس هربرت سی جونز (دی‌ای-۱۳۷) (به انگلیسی: USS Herbert C. Jones (DE-137)) یک کشتی بود که طول آن 306 feet (93.27 m) بود. این کشتی در سال ۱۹۴۳ ساخته شد.